# Екатерина де Вандом
Екатерина Монтуарская, графиня де Вандом и Кастр (фр. Catherine de Montoire, duchesse de Vendôme; ок.; ок. 1350 — 1 апреля 1412) — французская аристократка, дочь графа Вандома Жана VI и его супруги Жанны де Понтьё, супруга Жана  I де Бурбон, графа де Ла-Марш. Основоположница Вандомской ветви рода Бурбонов. 

## Биография
В 1364 году вышла замуж за Жана де Бурбона, графа де Ла Марш. Дети:
- Жак II, граф Марша и Кастра, король Неаполя (по правам жены)
- Людовик I, граф Вандома
- Жан, сеньор де Каранси
- Анна де Бурбон (1380—1408), жена сначала Жана II Беррийского, графа де Монпансье, потом — Людвига Баварского
- Мария
- Шарлотта, жена кипрского короля Януса Лузиньяна.

В 1372 году после смерти своей племянницы Жанны Вандомской Екатерина унаследовала графства Вандом и Кастр. Управляла совместно с мужем, а после его смерти — с сыном, которому в 1403 году и уступила все права.
Сохранилось завещание Екатерины де Вандом (Bibliothèque nationale de France, Moreau 1161, fol. 562v-575.).